# Geiztrieb
Geiztriebe oder Geize (auch Irxentrieb, Irxenbrut, Achseltrieb, Augäste, Aberzähne) sind meist unfruchtbare Seitentriebe, die aus den Blattachseln zwischen Sommertrieb und Blattstiel mancher Pflanzen wachsen, wie z. B. bei Weinrebe, Tabak oder Tomate.
Geiztriebe sind zu unterscheiden von Wasserschossen.

## Tomaten
Bei herkömmlichen kultivierten Tomaten (Stabtomaten) werden die Geiztriebe normalerweise so früh wie möglich vorsichtig abgebrochen (ausgegeizt). Dabei ist darauf zu achten, dass der Stamm nicht beschädigt wird. Werden Tomatengeize nicht entfernt, wird die Pflanze buschiger und blattreicher. Niederschläge trocknen dann langsamer ab und das begünstigt Braunfäule- und Pilzwachstum. Zudem wird eine unausgegeizte Tomatenpflanze sowohl insgesamt als auch an ihren Teiltrieben so schwer an Gewicht, dass sie schwierig zu stützen ist und leicht abbricht.
Bei Strauchtomaten ist buschiges Wachstum erwünscht, deren Seitentriebe entwickeln auch Früchte und es sollen möglichst viele kleine Früchte entstehen. Darum werden diese in der Regel nicht oder kaum ausgegeizt.

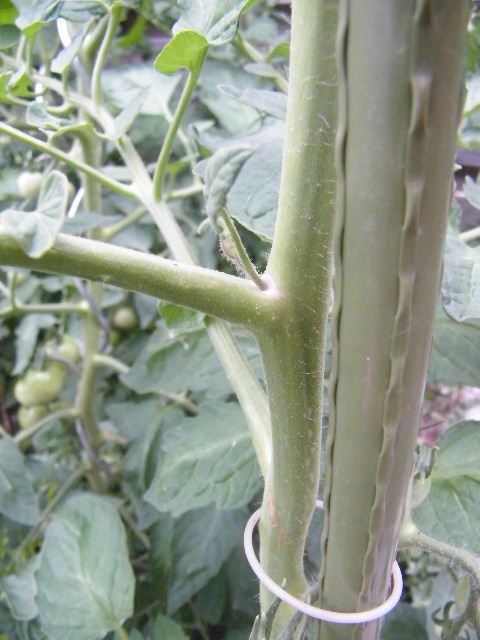
Junger Tomatengeiz
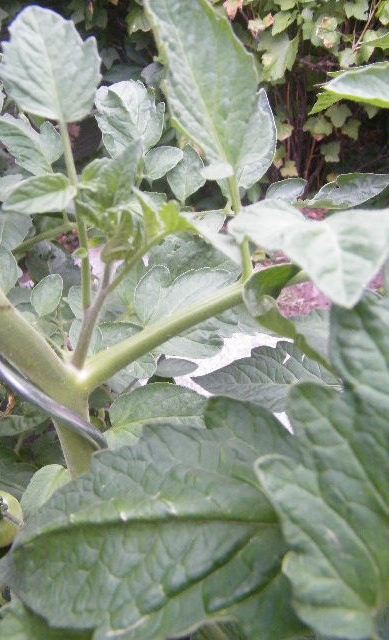
Mittlerer Tomatengeiz
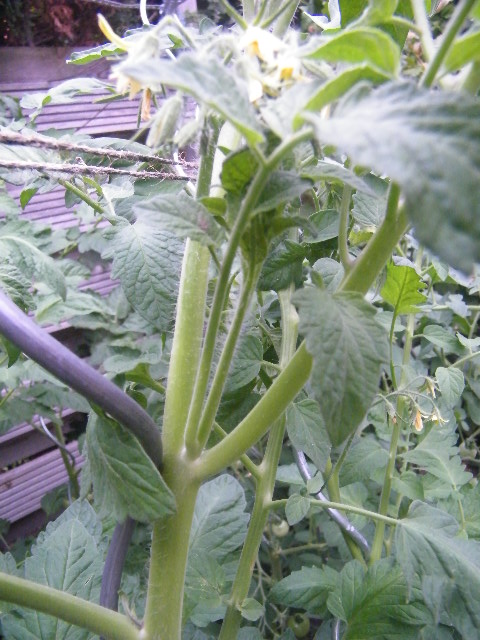
Doppelter Tomatengeiz

## Weinrebe
Geiztriebe bei der Rebe sind Seitentriebe des grünen Sommertriebes, die während der Vegetationszeit in den Blattachseln aus einer inneren Triebanlage (auch als Sommerknospe bezeichnet, obwohl keine Knospe sichtbar ist) hervorgehen. Entwickeln sich diese frühzeitig in der Vegetationszeit, so bilden sie eine zusätzliche Blattfläche, deren Assimilate hauptsächlich in die Trauben des Haupttriebes verlagert werden.

### Aufbau
Geiztriebe sind genauso aufgebaut wie der grüne Jahrestrieb und bilden auch deren Organe. Durch den späteren Entwicklungsbeginn werden alle Organe kleiner ausgebildet und die Reife erfolgt entsprechend später. Die Holzreife ist meistens ungenügend, insbesondere dann, wenn die Bildung des Geiztriebes spät einsetzt. Sich darauf entwickelnde Trauben sind klein und deren Anzahl von der Rebsorte und von der Jahreswitterung abhängig. Geiztriebe werden nur in Ausnahmefällen für den Rebschnitt verwendet.

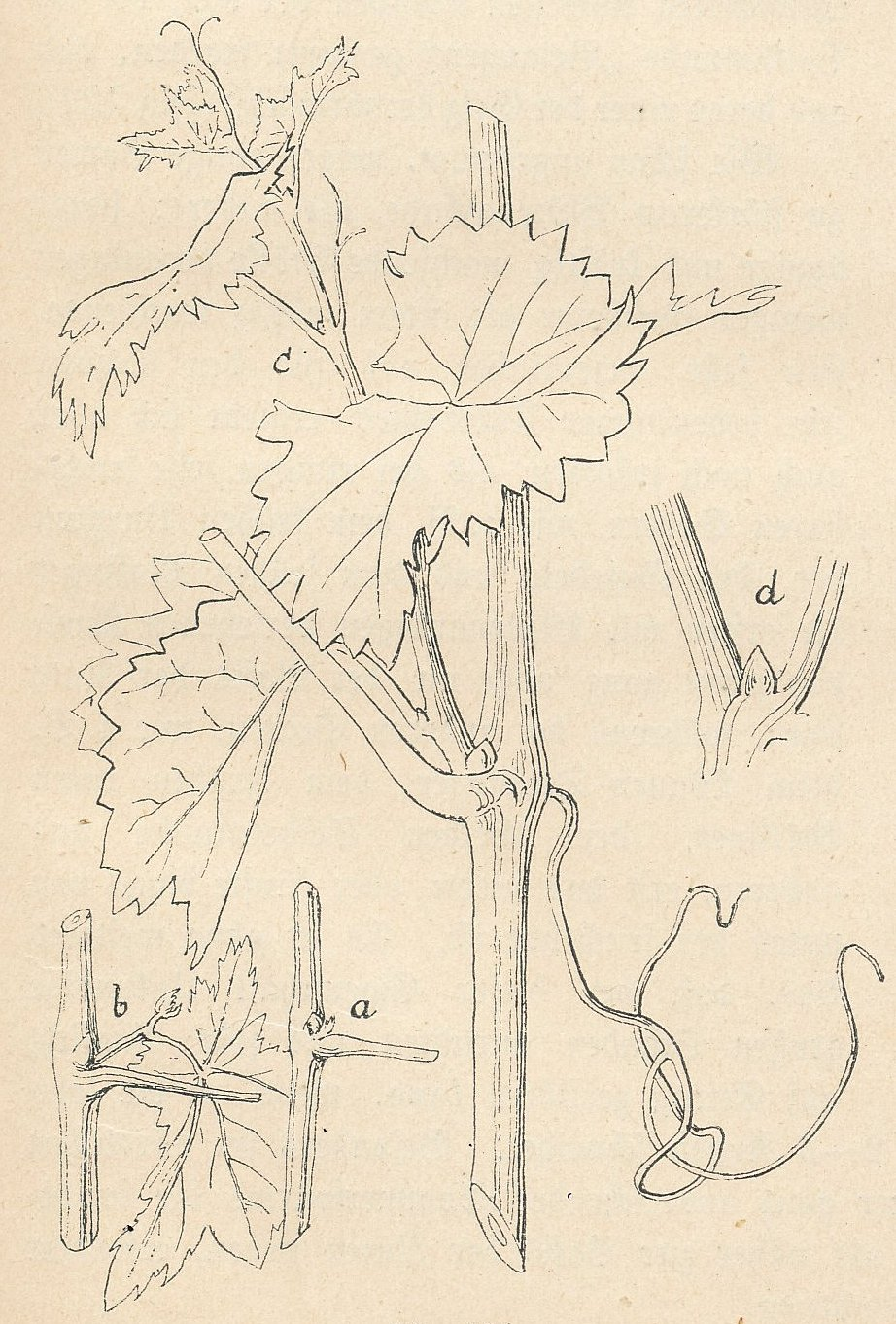
Aus der Blattachsel sich entwickelnder Geiztrieb (c)
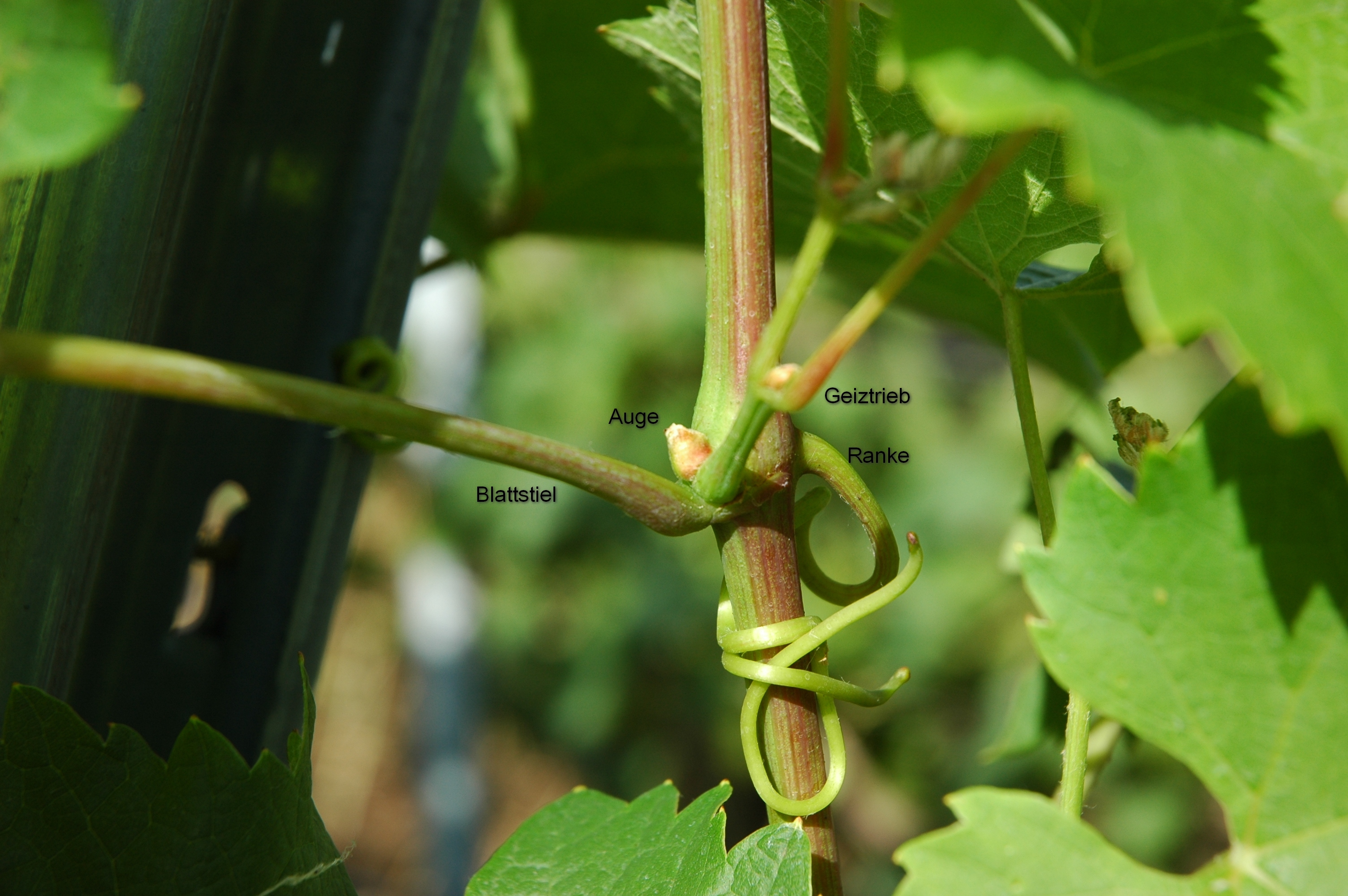
Ausgetriebener Geiztrieb neben einer sich entwickelnden Knospe (Auge). Nach Ausreifung bis zum Herbst kann diese im folgenden Frühjahr austreiben.
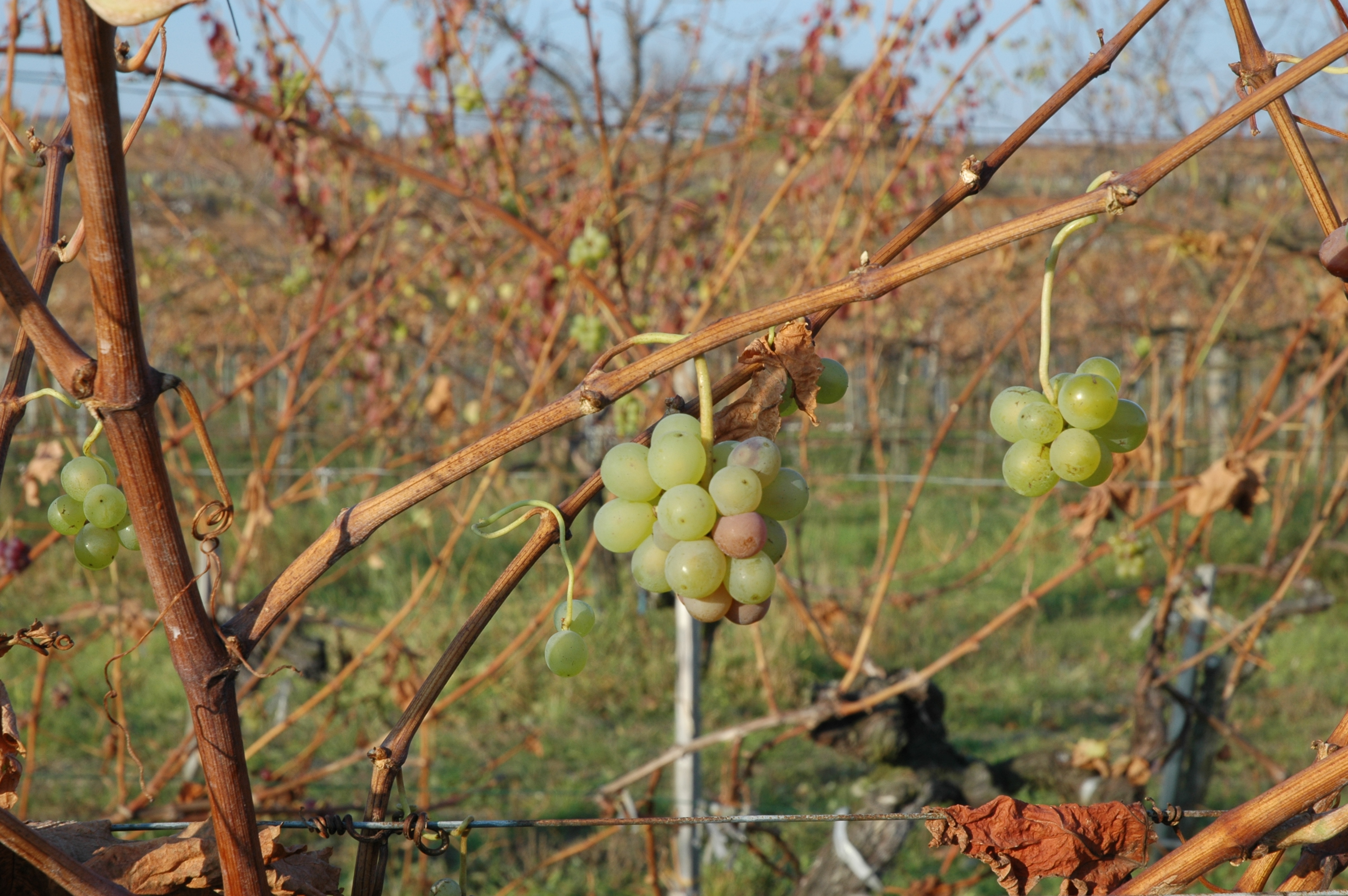
Geiztrauben (Herlinge) auf einem Geiztrieb im Herbst nach dem Laubfall.

### Ausgeizen

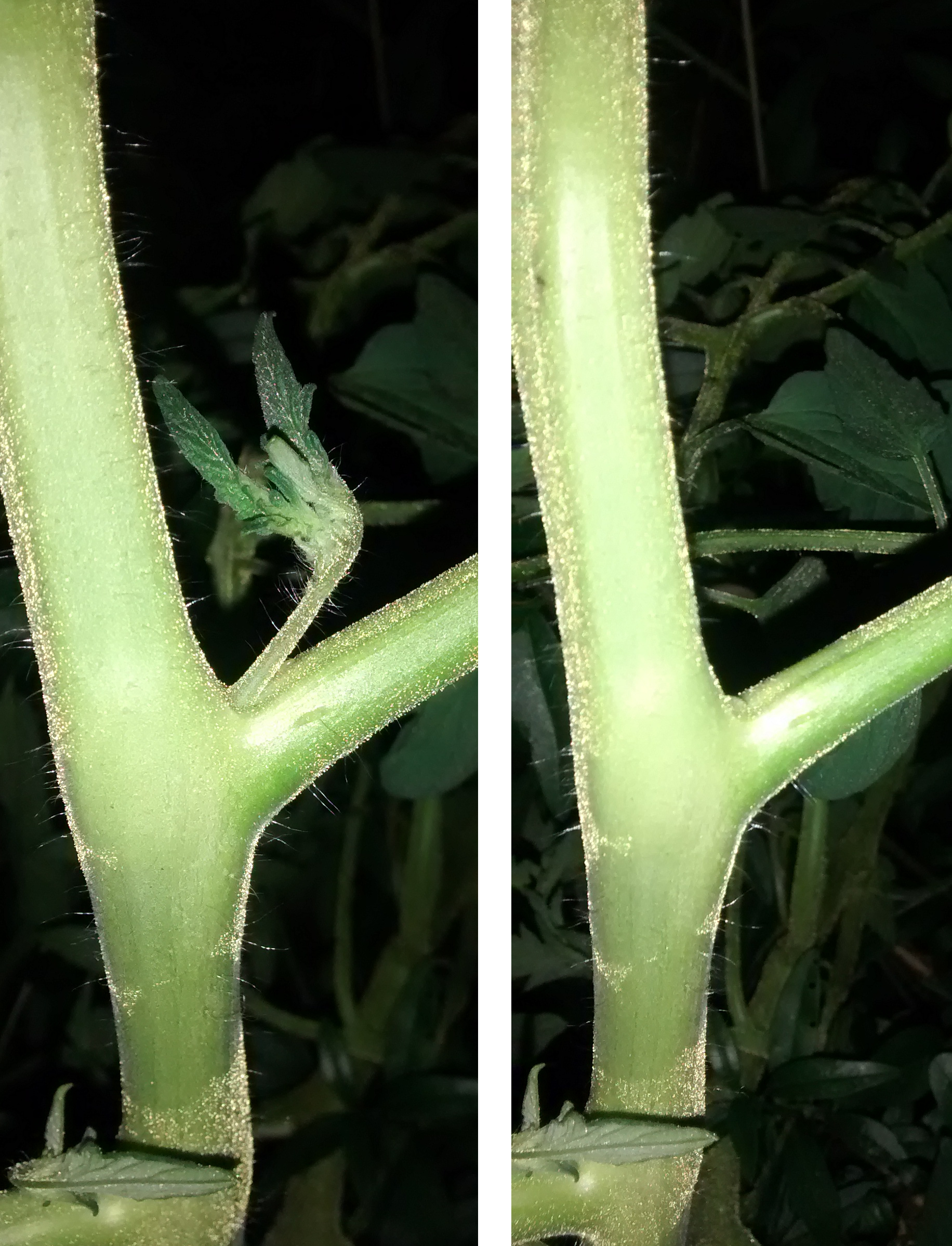
Tomatenpflanze ausgeizen

Bei der früher üblichen Stockkultur wurden die Geiztriebe möglichst frühzeitig entfernt. Man glaubte, sie seien eine Konkurrenz zum Haupttrieb. Davon kommt auch der Name Geiztrieb. Durch Versuche in den 1960er und 1970er Jahren weiß man besser über die Funktion und Vorteile dieser Triebe Bescheid. Sie fördern die Reife der Trauben eines Triebes und werden daher nicht entfernt. Geiztriebe werden nur dort entfernt, wo sie in der Traubenzone zur Laubverdichtung beitragen, um die Förderung von Pilzkrankheiten zu reduzieren.

### Geiztrauben
In guten Jahren können je Hektar ca. 100–400 kg Geiztrauben (Herling) geerntet werden. Die Ernte ist zeitaufwendig und wird in den meisten Fällen nicht durchgeführt. In sehr frühen Jahren können die Geiztrauben ein willkommener Säurelieferant für zu säurearme Jungweine sein. Manche Winzer verwenden den Wein, der aus Geiztrauben gewonnen wird, zur Erzeugung eines Weinbrandes.